# Academia de Cine de Baden-Württemberg
La Academia de Cine de Baden-Württemberg (en alemán: Filmakademie Baden-Wuerttemberg) fue fundada en 1991 como una escuela de cine con fondos públicos en Ludwigsburg, Baden-Württemberg, en Alemania. La Academia de Cine es una de las escuelas de cine más reconocidas internacionalmente, destacando por su Instituto de Animación y Efectos Visuales. Además, la Academia de Cine de Baden-Wuerttemberg acoge el Atelier Ludwigsburg / París, una clase de nivel interuniversitario  sobre la producción cinematográfica con la escuela de cine francesa Fémis de París y en colaboración con la Escuela Nacional de Cine y Televisión de Londres. 